# Pareutetrapha olivacea
Pareutetrapha olivacea är en skalbaggsart som beskrevs av Stefan von Breuning 1952. Pareutetrapha olivacea ingår i släktet Pareutetrapha och familjen långhorningar. Inga underarter finns listade i Catalogue of Life.